# Elbow (cráter)

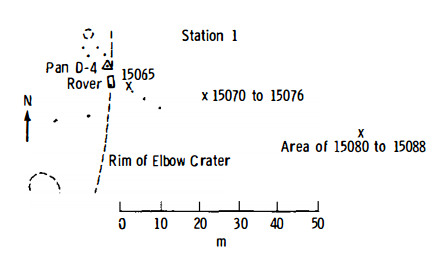
Mapa planimétrico de la Estación 1 del "Informe Preliminar Científico del Apolo 15". Las marcas X indican ubicaciones de muestras, los números de 5 dígitos son las referencias de las muestras del LRL, un rectángulo representa el rover lunar (el punto indica la cámara de TV), los puntos negros son rocas grandes, las líneas discontinuas son bordes de cráteres u otras características topográficas, y los triángulos son los puntos desde donde se tomaron panorámicas.

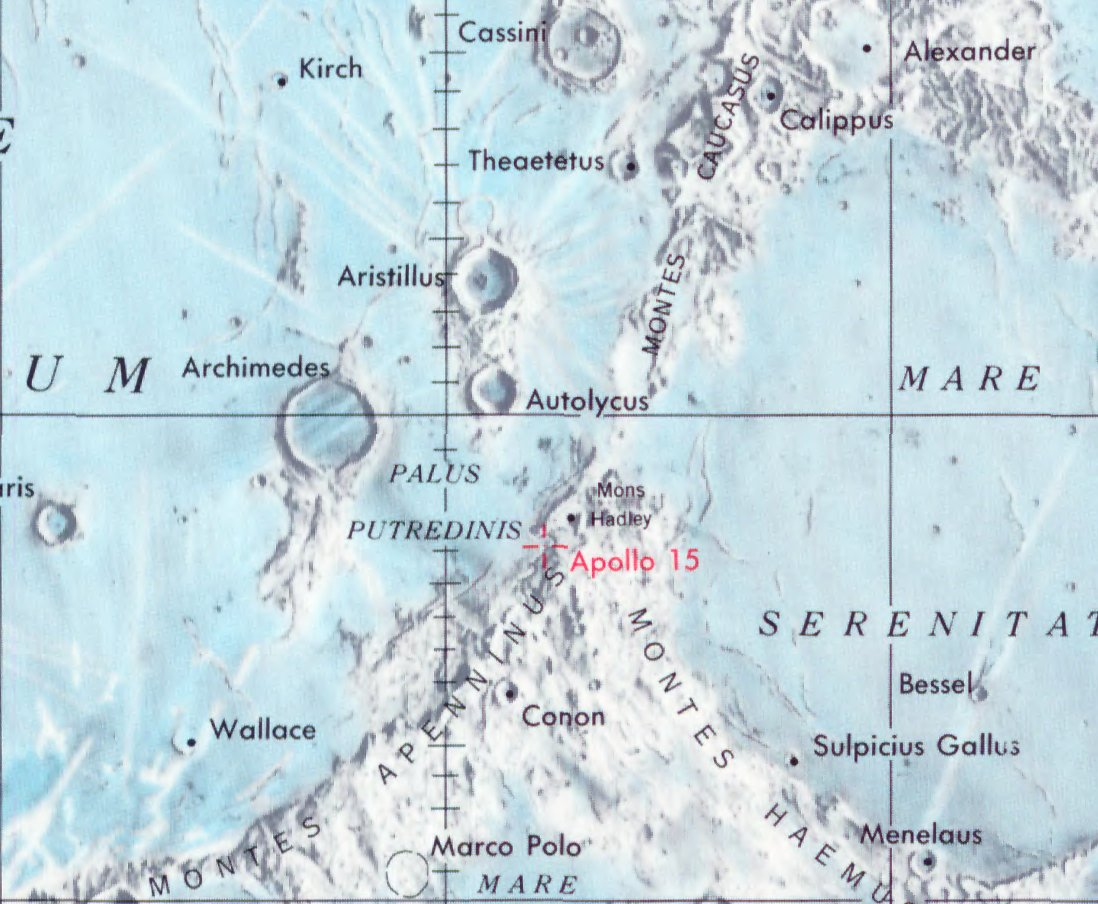
Localización del lugar de aterrizaje del Apolo 15

Elbow es un cráter lunar perteneciente a la región Hadley-Apennine. Está ubicado en el borde del cañón denominado Hadley Rille, aproximadamente a 1 km al noreste del cráter St. George (más grande), y a unos 3.2 km al sudoeste del punto de aterrizaje del Apolo 15.
|  |

Los astronautas de la misión Apolo 15 David Scott y James B. Irwin visitaron su borde oriental en 1971, durante la EVA 1. El borde este de Elbow se designó Estación Geológica 1 de la misión. La Estación Geológica 2 estaba al suroeste del cráter, subiendo la pendiente del Mons Hadley Delta. El Informe Preliminar Científico del Apolo 15 describe Elbow de la siguiente manera:
| La Estación 1 está ubicada en el flanco este del cráter Elbow, una hondonada de 400 m de diámetro que se encuentra cerca de la unión de la superficie del mare con el frente de los Apeninos. Elbow es un cráter del período Copernicano relativamente antiguo formado por un impacto en una curva cerrada del cañón Hadley Rille. Se halla aproximadamente a 0.5 km al norte del pie de la ladera de delta Hadley. Cráteres pequeños más pequeños se localizan en la falda de materiales eyectados de Elbow. La superficie es generalmente plana, pero ondulada a pequeña escala. El material de la superficie está compuesto de suelo de grano fino con guijarros dispersos de tamaños comunes y fragmentos más grandes. Los fragmentos más grandes se concentran localmente alrededor del joven cráter y de la reciente falda de materiales eyectados de Elbow. |

## Denominación
El nombre del cráter Elbow (codo en inglés) hace referencia a su localización junto a un codo del cañón Hadley Rille. Fue adoptado formalmente por la UAI en 1973. Pertenece a las denominaciones topográficas utilizadas en la hoja a escala 1/50.000 del Lunar Topophotomap con la referencia "41B4S1 Apollo 15 Landing Area".